# 肇庆古城墙
23°03′06″N 112°27′14″E / 23.05167°N 112.45389°E
肇庆古城墙（又称肇庆宋城墙）位于中国广东省肇庆市端州区，城墙现大部分保存完整，大致呈长方形，东西宽，南北窄，周长2801米，其中东段403.4米，西段376.9米，南段992.3米，北段1028.6米，共有28个敌台，有东西南北四城门，西北城墙上建有披云楼。1984年11月19日公布为第一批肇庆市文物保护单位。2001年列为第五批全国重点文物保护单位。

## 历史

### 宋朝至清朝
古城墙始建于宋皇祐年间。北宋康定年间，端州知州包拯将州治从今城东迁至现址，并建州衙。皇祐五年（1053年）知州江柬之筑子城。宋徽宗因即位前为端王，端州为其“潜邸”，认为是由于端州的灵气使其登上大宝，故升端州为兴庆军。
政和三年（1113年）改兴庆府，同年知府郑敦义将土城扩大，筑为砖城，开四门，东曰“宋崇”、西曰“镇南”、南曰“端溪”、北曰“朝天”，四门之外各有半月形子城，称月城。月城各开一门，称廓门，月城之上各有小楼一座，城墙四角亦各有角楼一座，北城墙西段有披云楼，南城墙东段有文昌阁。城上有空心炮台6座，小炮台17座，兵房13间，城外有濠堑，城内有内濠。奠定后世城墙之基础。
明清两代，城墙被多次修葺。明洪武元年（1368年），江西行省郎中摄府事黄德明主持了首次修葺。明成化年间，又先后6次修葺，增加810间串楼，加厚了城墙的厚度，建四门门楼，并刻了四门石匾额，改了东、南门的称谓，自此东曰“庆云”、西曰“景星”、南曰“南薰”，北曰“朝天”。
之后进行了10余次修整。崇祯十四年（1614年），肇庆府总督张镜心将墙体增高3.5尺，改建四门月城；清顺治八年（1651年），总兵许尔显、知府张之璧增建了6座炮台和148间窝铺，并采取了添水城炮台2所、拆除离城墙4尺内房屋、增修楼堞等措施。此为规模较大的两次。

### 民国
民国四年（1915年），城墙为洪水所损；翌年，肇阳罗镇守使李耀汉拨款修葺。民国十二年（1923年），市政局招投标拆古城墙一段，后以城墙可作防洪故未拆。民国十三年至十五年（1924至1926年）期间，将城墙上的城门楼、雉角楼、文昌阁、月城炮台全部拆除，城墙除披云楼段外也全部拆低约2.3米，并填塞城门，修成斜坡。民国十六年（1927年），披云楼毁于祝融，原址改建為披云楼图书馆。 

### 共和国
1986年7月至1988年10月，市政府投入113万元重建披云楼，修复披云楼段古城墙雉堞、西北段城墙及路面。2006年至2007年，市政府对古城墙西北段（人民中路至西门）600多米地段进行修复工程，由清华大学建筑设计研究院设计，2007年底完工，拆除了保护范围内的临建物和民房砖墙，对城墙进行加固，恢复古城墙上的雉蝶，用仿古青砖铺彻了城墙墁道，对城墙下的保护地带按原风貌进行整体绿化。
2015年7月7日，肇庆市出台《肇庆古城墙保护管理办法》；地方法规《肇庆古城墙保护条例》自2017年7月1日起施行。通过立法将古城墙的保护规范化。
2020年7月26日，《全国重点文物保护单位肇庆古城墙保护规划（2020—2040年）》出台。